# Xymmer
Xymmer este un gen de furnică din subfamilia Amblyoponinae care conține specia  unică Xymmer muticus.

## Taxonomie
Xymmer a fost descris pentru prima dată de Santschi (1914) ca un taxon subgeneric monotipic la Stigmatomma. De la descrierea originală a lui Santschi, Xymmer a fost crescut în gen de Wheeler (1922) în cheia sa de identificare pentru Amblyoponini african. Clark (1934) a considerat Xymmer ca un subgen în Amblyopone urmând sugestia lui Wheeler; cu toate acestea, caracterele distinctive nu au fost discutate în tratamentele lor. Brown (1949, 1960) · a discutat despre caractere separabile pentru Xymmer (ca sinonim junior sub subgenul Stigmatomma) pentru prima dată de la descrierea originală a lui Santschi. Brown considera Stigmatomma și numele sale înrudite ca sinonime junior ale Amblyopone la acea vreme. Xymmer a fost reînviat la plasarea sa actuală ca gen independent de sinonymy cu Amblyopone pe baza unei examinări morfologice efectuate de Yoshimura & Fisher (2012).